# Alexandra Cadanțu-Ignatik

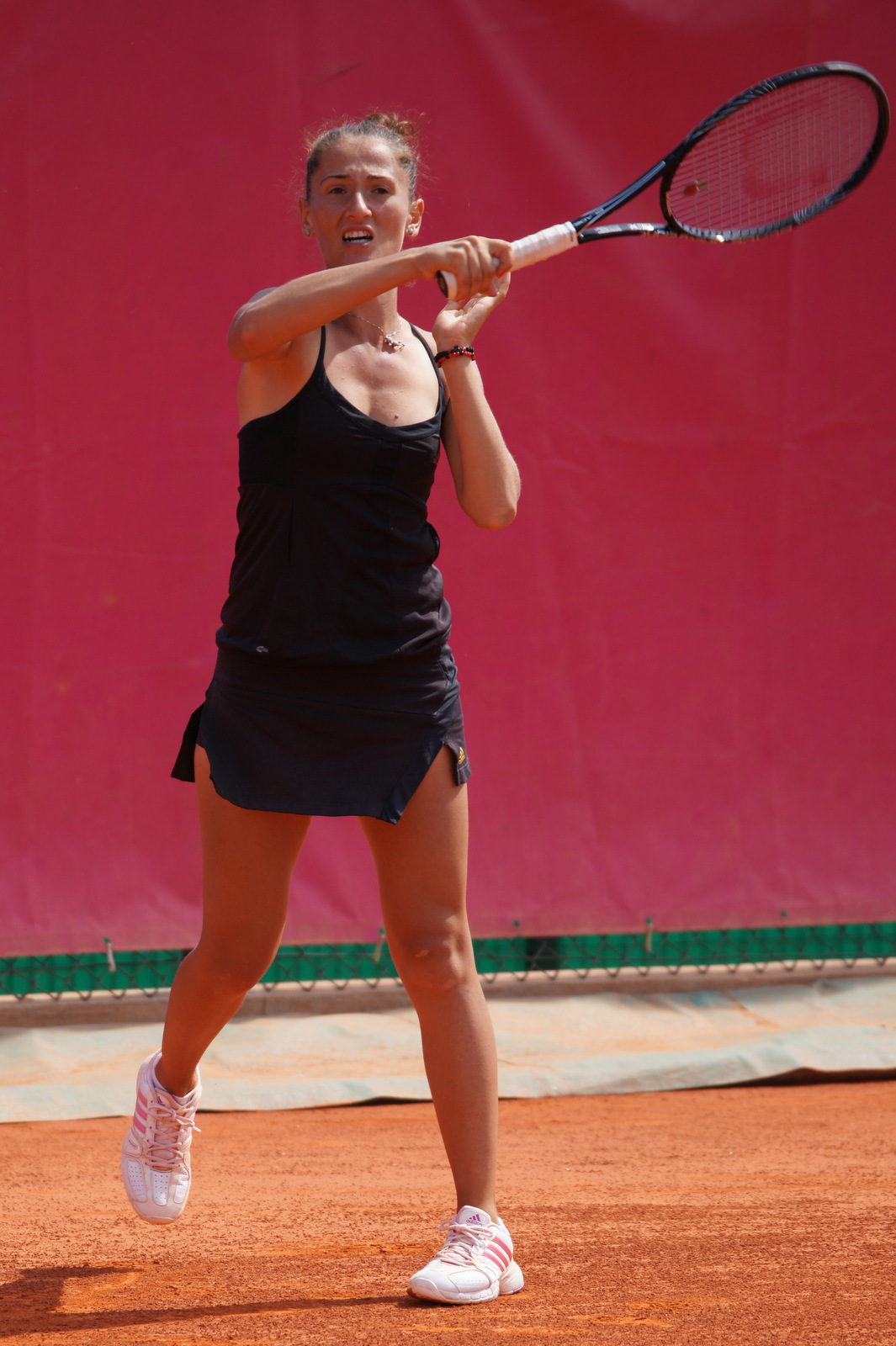
Alexandra Cadantu à l'Open de Cagnes-sur-Mer en 2013.

Alexandra Cadanțu, née le 3 mai 1990 à Bucarest, est une joueuse de tennis roumaine.
Elle remporte son premier titre sur le circuit WTA en 2014, à Bucarest en double aux côtés de sa compatriote Elena Bogdan.

## Palmarès

### Titre en simple dames
Aucun

### Finale en simple dames
| No | Date       | Nom et lieu du tournoi    | Catégorie | Dotation  | Surface    | Vainqueure  | Score    |          |
| -- | ---------- | ------------------------- | --------- | --------- | ---------- | ----------- | -------- | -------- |
| 1  | 20-02-2012 | Monterrey Open, Monterrey | Intern'l  | 220 000 $ | Dur (ext.) | Tímea Babos | 6-4, 6-4 | Parcours |

### Titre en double dames
| No | Date       | Nom et lieu du tournoi  | Catégorie | Dotation  | Surface      | Partenaire   | Finalistes                   | Score            |          |
| -- | ---------- | ----------------------- | --------- | --------- | ------------ | ------------ | ---------------------------- | ---------------- | -------- |
| 1  | 07-07-2014 | Bucharest Open Bucarest | Intern'l  | 250 000 $ | Terre (ext.) | Elena Bogdan | Çağla Büyükakçay Karin Knapp | 6-4, 3-6, [10-5] | Parcours |

### Finales en double dames
| No | Date       | Nom et lieu du tournoi        | Catégorie | Dotation  | Surface      | Vainqueures                           | Partenaire         | Score             |          |
| -- | ---------- | ----------------------------- | --------- | --------- | ------------ | ------------------------------------- | ------------------ | ----------------- | -------- |
| 1  | 23-04-2012 | GP Princesse Lalla Meryem Fès | Intern'l  | 220 000 $ | Terre (ext.) | Petra Cetkovská Alexandra Panova      | Irina-Camelia Begu | 3-6, 7-65, [11-9] | Parcours |
| 2  | 11-07-2016 | Bucharest Open Bucarest       | Intern'l  | 250 000 $ | Terre (ext.) | Jessica Moore Varatchaya Wongteanchai | Katarzyna Piter    | 6-3, 7-65         | Parcours |

### Finale en simple en WTA 125
| No | Date       | Nom et lieu du tournoi | Catégorie | Dotation  | Surface      | Vainqueure        | Score        |          |
| -- | ---------- | ---------------------- | --------- | --------- | ------------ | ----------------- | ------------ | -------- |
| 1  | 06-06-2017 | Bol Open, Bol          | WTA 125   | 125 000 $ | Terre (ext.) | Aleksandra Krunić | 6-3, 3-0 ab. | Parcours |

## Parcours en Grand Chelem

### En simple dames
| Année | Open d'Australie | Open d'Australie | Internationaux de France | Internationaux de France | Wimbledon       | Wimbledon           | US Open         | US Open             |
| ----- | ---------------- | ---------------- | ------------------------ | ------------------------ | --------------- | ------------------- | --------------- | ------------------- |
| 2011  | —                | —                | Q2                       | Anastasia Pivovarova     | Q1              | Mona Barthel        | Q1              | Dia Evtimova        |
| 2012  | 1er tour (1/64)  | Roberta Vinci    | 1er tour (1/64)          | Maria Sharapova          | 1er tour (1/64) | Maria Kirilenko     | 1er tour (1/64) | Aleksandra Wozniak  |
| 2013  | 1er tour (1/64)  | Heather Watson   | 1er tour (1/64)          | Vania King               | 2e tour (1/32)  | Kimiko Date         | 1er tour (1/64) | Kurumi Nara         |
| 2014  | 1er tour (1/64)  | Flavia Pennetta  | 1er tour (1/64)          | Kiki Bertens             | 1er tour (1/64) | Camila Giorgi       | -               | -                   |
|       |                  |                  |                          |                          |                 |                     |                 |                     |
| 2017  | —                | —                | —                        | —                        | —               | —                   | Q1              | Jasmine Paolini     |
| 2018  | Q1               | Vera Lapko       | Q1                       | Maryna Zanevska          | Q1              | Elena-Gabriela Ruse | —               | —                   |
| 2019  | —                | —                | —                        | —                        | Q1              | Caroline Dolehide   | Q1              | Elena-Gabriela Ruse |
|       |                  |                  |                          |                          |                 |                     |                 |                     |
| 2022  | Q2               | Irina Bara       | Q1                       | Jule Niemeier            | Q2              | Maja Chwalińska     | Q2              | Misaki Doi          |
| 2023  | Q2               | Eva Lys          | Q1                       | Dayana Yastremska        | —               | —                   | —               | —                   |

N.B. : à droite du résultat se trouve le nom de l'ultime adversaire.

### En double dames
| Année | Open d'Australie         | Open d'Australie        | Internationaux de France      | Internationaux de France | Wimbledon                | Wimbledon           | US Open                      | US Open                  |
| ----- | ------------------------ | ----------------------- | ----------------------------- | ------------------------ | ------------------------ | ------------------- | ---------------------------- | ------------------------ |
| 2012  | -                        | -                       | 1er tour (1/32) A. Keothavong | S. Halep A. Wozniak      | 1er tour (1/32) Zheng S. | L. Huber L. Raymond | 1er tour (1/32) M. Johansson | I. Falconi M. Sanchez    |
| 2013  | -                        | -                       | -                             | -                        | -                        | -                   | 1er tour (1/32) S. Halep     | J. Craybas C. Vandeweghe |
| 2014  | 1er tour (1/32) S. Halep | K. Peschke K. Srebotnik | -                             | -                        | -                        | -                   | -                            | -                        |

Sous le résultat, la partenaire ; à droite, l’ultime équipe adverse.

## Parcours en «Premier Mandatory» et «Premier 5»
Découlant d'une réforme du circuit WTA inaugurée en 2009, les tournois WTA « Premier Mandatory » et « Premier 5 » constituent les catégories d'épreuves les plus prestigieuses, après les quatre levées du Grand Chelem.

### En simple dames
| Année |              | Premier Mandatory             | Premier Mandatory        | Premier Mandatory | Premier Mandatory |      | Premier 5 | Premier 5 | Premier 5  | Premier 5 | Premier 5 | Premier 5 | Premier 5 |
| Année | Indian Wells | Miami                         | Madrid                   | Pékin             | Doha              | Doha | Rome      | Canada    | Cincinnati | Wuhan     | Wuhan     |           |           |
| Année | Indian Wells | Miami                         | Madrid                   | Pékin             | Doha              | Doha | Rome      | Canada    | Cincinnati | Wuhan     | Wuhan     |           |           |
| Année | Indian Wells | Miami                         | Madrid                   | Pékin             | Doha              | Doha | Rome      | Canada    | Cincinnati | Wuhan     | Wuhan     |           |           |
| 2014  |              | 1er tour (1/64) C. Vandeweghe | 1er tour (1/64) Z. Diyas |                   |                   |      |           |           |            |           |           |           |           |

Sous le résultat, l’ultime adversaire.

## Classements WTA en fin de saison
| Année          | 2005 | 2006 | 2007 | 2008 | 2009 | 2010 | 2011 | 2012 | 2013 | 2014 | 2015 | 2016 | 2017 | 2018 | 2019 | 2020 | 2021 | 2022 | 2023 | 2024 |
| Rang en simple | 1297 | 666  | 433  | 573  | 692  | 378  | 96   | 90   | 62   | 235  | 277  | 275  | 149  | 269  | 263  | 261  | 203  | 171  | 292  | 871  |
| Rang en double | –    | 741  | 640  | 742  | 871  | 501  | 209  | 135  | 197  | 172  | 309  | 128  | 170  | 195  | 525  | 440  | 322  | 567  | 797  | –    |

Source : (en) Classements de Alexandra Cadanțu-Ignatik sur le site officiel de la Fédération internationale de tennis